# 畏

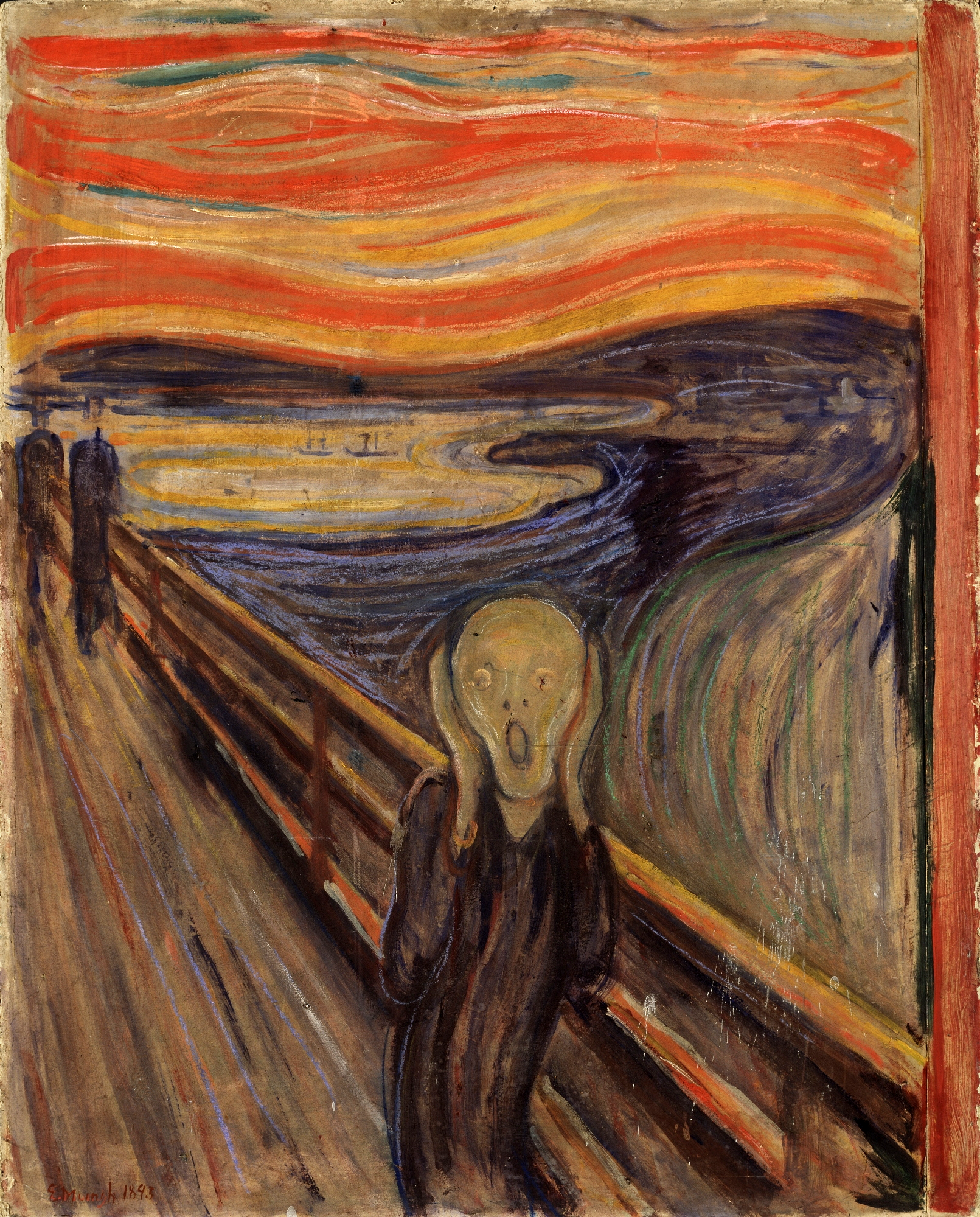
《呐喊》，爱德华·孟克，1893

畏在西方哲學以及西洋文化中，是指一种由內而生，因為認知而引發的緊張、不安或焦虑的情绪。和源於外在威脅的「恐懼」（德語：Furcht）略有不同。

## 哲学
在存在主义哲学中，「畏」有特殊的概念性意义。最初使用这个词的是丹麦哲学家索伦·克尔凯郭尔。在作品《焦虑的概念》中，克尔凯郭尔使用「畏」（丹麥語：angst）来指代一种深层的情绪。他认为，除了人类以外的动物，它们的行为只被本能所引导，只有人类得以享受基于自由的选择，但也因此而感到恐惧。当考虑到前方未知的可能性，以及因选择而将要背负的无形义务，人们就会感到焦虑。
后世哲学家，例如弗里德里希·尼采、让-保罗·萨特、马丁·海德格尔等人继承了克尔凯郭尔的「畏」的概念。他们对这个概念进行了自主的延伸。克尔凯郭尔对于「畏」的理解更多是出于一种关于宗教的个人情感，而其他哲学家则寻求在个人原则、文化传统以及存在的绝望等方面进行自己的探索。
海德格尔的存在主义哲学认为，「此在的生存论意义就是畏」「此在就是畏」「此在的存在结构就是畏」。畏的是「存在自身」，畏的是随时都可能来临，而又无法回避的「死」，「为死而存在就是畏」 。他认为存在是死亡的开始，而死亡是存在的终结，当人真正认清了此在的这个实质时，他就不会终日惶惶于死亡，就能视死如归，从畏转向大无畏。

## 音乐
存在主义的畏也体现在二十世纪的古典音乐创作中，这种潮流受当时的哲学影响，也反映了彼时世界于战争中的境况。相关的著名作曲家包括古斯塔夫·马勒、理查德·施特劳斯（歌剧厄勒克特拉和莎乐美）、克劳德·德彪西（歌剧佩利亚斯与梅丽桑德，芭蕾游戏）、让·西贝柳斯（第四交响曲）、阿诺德·勋伯格（华沙幸存者）、阿尔班·贝尔格、弗朗西斯·普朗克（歌剧圣衣会修女对话录）、德米特里·肖斯塔科维奇（歌剧姆岑斯克郡的麦克白夫人，交响曲和其它室内乐）、巴托克·贝拉（歌剧蓝胡子公爵的城堡）、克里斯托弗·潘德列茨基（哀悼广岛幸存者）。
自1950年代中后期，鉴于当时世界的紧张局势和核扩散，流行音乐开始引入畏的元素。杰夫·纳托尔在其书籍《炸弹文化（1968）》中认为，流行文化中的畏源自广岛原子弹爆炸事件。恐惧也在民谣摇滚中得到了表达，例如鲍勃·迪伦的《Masters of War》和《A Hard Rain's a-Gonna Fall》。畏也时常被用于形容朋克摇滚、垃圾摇滚、新金属、Emo等音乐流派的忧郁、存在的绝望和虚无主义元素。

### 註腳
1. ↑  . The Free Dictionary.   [2022-06-30]. （原始内容存档于2022-07-08）.
2. 1 2  Marino, Gordon. . Opinionator. 1332009038  [2022-06-30]. （原始内容存档于2022-06-30） （英语）.
3. ↑  Backhouse, Stephen. . Grand Rapids, Michigan. 2016. ISBN 978-0-310-52088-7. OCLC 932828251.